# Concerts for the People of Kampuchea
Concerts for the People of Kampuchea foi uma série de concertos beneficentes em prol das vítimas da guerra no Camboja realizados no Hammersmith Odeon em Londres na última semana de 1979. O evento foi organizado por Paul McCartney e Kurt Waldheim, e envolveu artistas da velha geração como McCartney e The Who junto a novos grupos de sucesso como The Clash e The Pretenders. O concerto de encerramento marcou a última apresentação do Wings.
Uma seleção com os melhores momentos do evento foi lançada em 1980 no filme Concert for Kampuchea, com versões em EP e LP lançadas no ano seguinte.

## Concertos

### 26 de dezembro
- Queen

### 27 de dezembro
- Ian Dury & The Blockheads (com o convidado Mick Jones em "Sweet Gene Vicent")
- Matumbi
- The Clash

### 28 de dezembro
- The Pretenders
- The Specials
- The Who

### 29 de dezembro
- Elvis Costello & The Attractions
- Rockpile (com o convidado Robert Plant em "Little Sister")
- Wings
- Rockestra (supergrupo de 30 músicos britânicos liderado por McCartney)